# سينزيا ليون
سينزيا ليون (بالإيطالية: Cinzia Leone)‏ هي ممثلة إيطالية، ولدت في 4 مارس 1959 في روما في إيطاليا.

## وصلات خارجية
- الموقع الرسمي
- سينزيا ليون على موقع IMDb (الإنجليزية)
- سينزيا ليون على موقع روتن توميتوز (الإنجليزية)
- سينزيا ليون على موقع قاعدة بيانات الفيلم (الإنجليزية)